# Bitwa morska pod Texel (1694)
Bitwa morska pod Texel – starcie zbrojne, które miało miejsce 29 czerwca 1694 roku podczas wojny palatynackiej.
W 1694 roku prowadząca wojnę niemal z połową Europy Francja miała coraz większe kłopoty żywnościowe, co wywoływało coraz częstsze klęski głodowe. W tej sytuacji niezwykle ważnym był zakup zboża za granicą, a najpewniejszym źródłem była Rzeczpospolita, która poprzez Gdańsk eksportowała do Europy Zachodniej zboże tanie i jednocześnie wysokiej jakości. Na skutek zabiegów dyplomatycznych ambasadora Francji w Warszawie Polignaca uzyskano przychylność króla Jana III Sobieskiego i jego małżonki królowej Marysieńki, która zaangażowała się w projekt dostawy zboża do Francji licząc na znaczące zyski. Cała akcja nie mogła być przeprowadzona bez udziału patrycjatu gdańskiego. Flotylla zbożowa wypływała w różnych okresach z Gdańska, by skoncentrować się na wodach fiordu Flekkorö u wybrzeży Norwegii. Tam oczekiwała na francuską eskadrę Jeana Barta, która miała ubezpieczyć rejs do Francji. Niekorzystne warunki pogodowe sprawiły, że okręty francuskie nie mogły wypłynąć z portu w Dunkierce. Flotylla zbożowa, złożona aż ze 120 statków (wśród nich 25 statków ze zbożem królowej Marysieńki), nie mogąc dłużej czekać, postanowiła zaryzykować i wypłynęła w morze z 3 okrętami stanowiącymi jej osłonę.
Cała ta operacja zbożowa była doskonale znana Holendrom, a to dzięki ich stałemu rezydentowi w Gdańsku. Zastawienie pułapki i przejęcie flotylli zbożowej powierzono wiceadmirałowi de Vriesowi. Dnia 28 czerwca eskadra holenderska w sile 8 okrętów z łatwością przejęła całą flotyllę, a następnie konwojowała ją do wybrzeży Holandii. Eskadra francuska w sile 7 okrętów dowodzona przez Jeana Barta, która po wypłynięciu z Dunkierki płynęła na spotkanie statków zbożowych, dnia 29 czerwca natknęła się koło wyspy Texel na całą flotyllę, eskortowaną przez holenderską eskadrę wiceadmirała de Vriesa. Znany ze swej brawurowej natury Jean Bart bez zastanowienia uderzył na przeciwnika. Zanim zaskoczeni Holendrzy zdołali ochłonąć, doszło do abordażu i walki na białą broń. Opanowano trzy okręty holenderskie, w tym okręt flagowy de Vriesa. Sam wiceadmirał został ciężko raniony (trzy ciosy szablą i postrzał w brzuch z pistoletu). Reszta eskadry holenderskiej uszła z pola bitwy (kapitanowie tych okrętów stanęli później przed sądem wojskowym). To głośne w ówczesnej Europie zwycięstwo i uratowanie transportu zboża miało dla głodującej Francji wielkie znaczenie, a dla uczczenia tego wydarzenia wybito nawet medal pamiątkowy. Zwycięski dowódca eskadry Jean Bart otrzymał od króla Francji Ludwika XIV tytuł szlachecki.